# Borns’sche Wassermühle

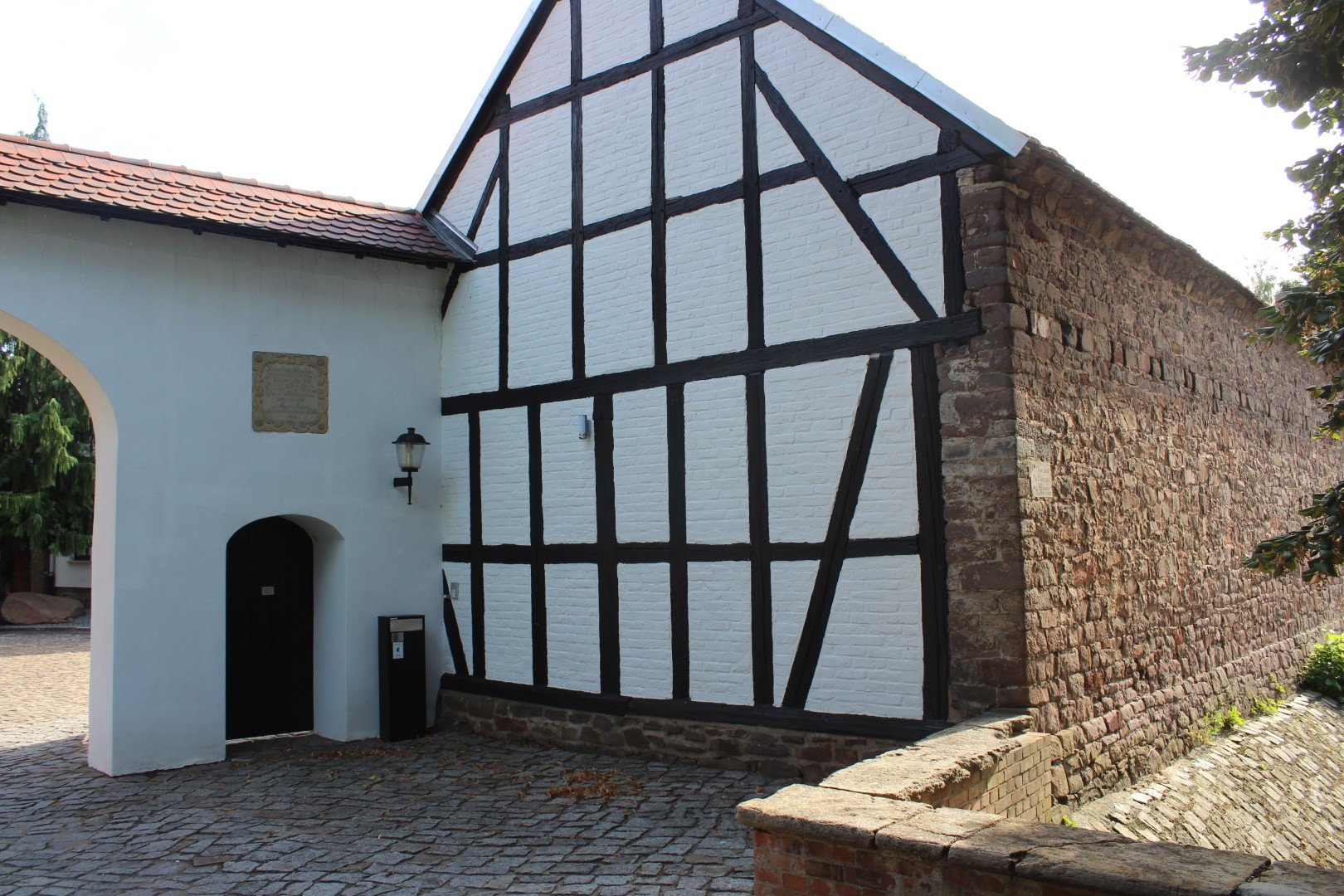
Borns’sche Wassermühle im Jahr 2018

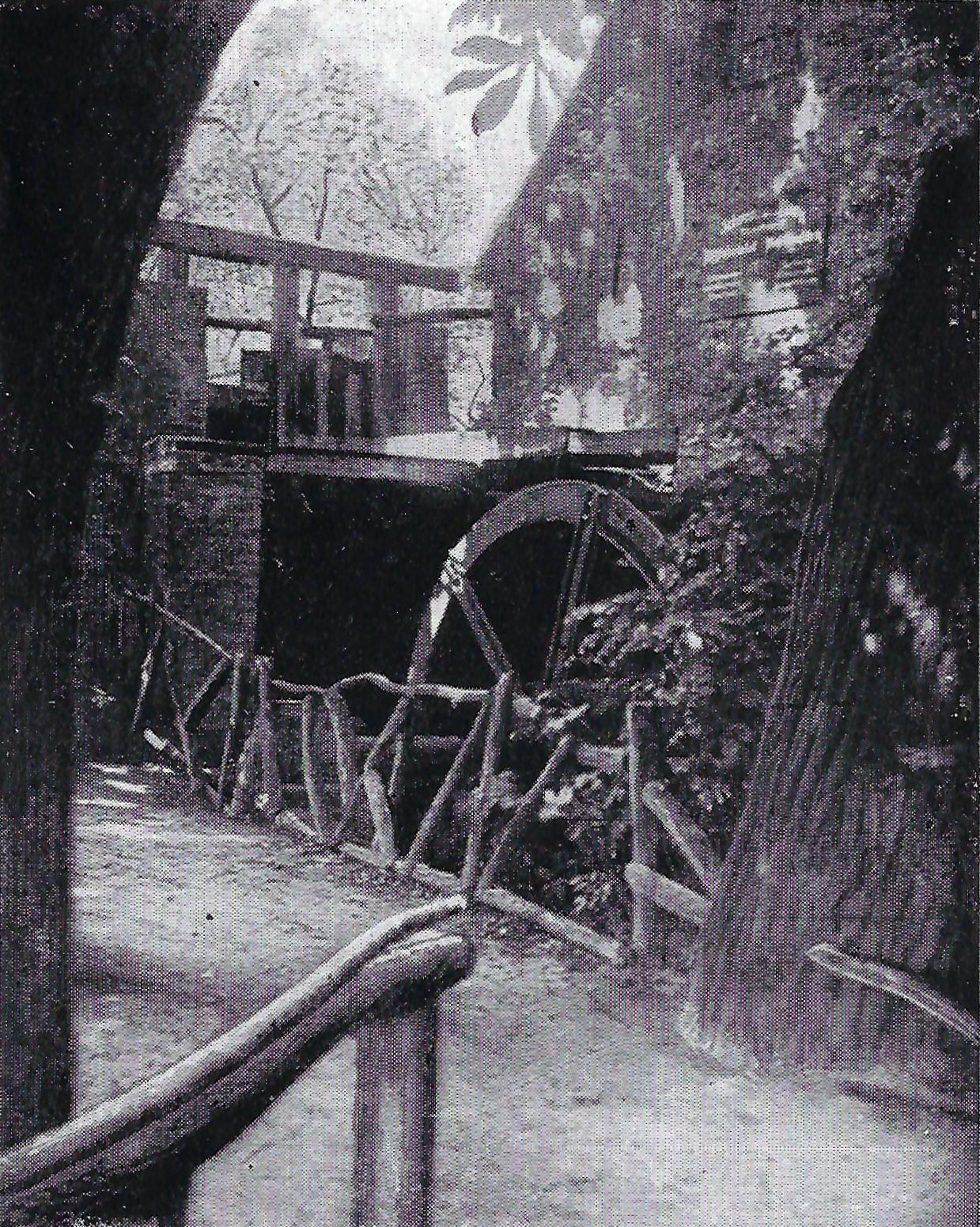
Oberschlächtiges Wasserrad, 1934 oder früher

Die Borns’sche Wassermühle, auch Wassermühle Diesdorf, ist eine ehemals denkmalgeschützte Wassermühle im Magdeburger Stadtteil Diesdorf in Sachsen-Anhalt.

## Lage
Die Mühle befindet sich südwestlich von Diesdorf auf der Südseite der Schrote an der Adresse Zur Wassermühle 2.

## Architektur und Geschichte
Die ursprünglich als oberschlächtige Wassermühle betriebene Mühle wird bereits im Jahr 1496 als Besitz eines Klosters erwähnt. Die heute erhaltene Bebauung stammt aus dem 19. Jahrhundert. Der Name Borns’sche Wassermühle leitet sich vom ehemaligen Eigentümer Simon Borns ab. Er ist mit der Jahreszahl 1809 auf einer Tafel am Korbbogen des Eingangs zum Anwesen erwähnt. Eine Erneuerung des Mahlhauses erfolgte 1869. Auch 1882 gehörte die Wassermühle noch der Familie, in diesem Jahr wurde ein Chr. Borns als Wassermüller geführt. 1912 gehörte sie einem Prof. Dr. Wiese. Zumindest bis 1933 war die Mühle noch in Betrieb.
Noch um 1990 war im Erdgeschoss des Mahlhauses das Mahlwerk mit zwei Schrotgängen erhalten. Diese wurden über ein horizontales hölzernes Zahnrad angetrieben, das seinerseits über ein mit hölzernen Zähnen versehenes gusseisernes Zahnrad mit dem oberschlächtigen Wasserrad verbunden war. Im oberen Geschoss befanden sich noch der Mehlgang, ein Sieb und Teile des Elevators. Zeitweise wurde die Anlage als Technisches Denkmal geführt, hatte diesen Status zumindest jedoch bereits 2003 nicht mehr inne und ist nicht mehr im örtlichen Denkmalverzeichnis verzeichnet.